# Edward Garnett
Edward Garnett, född 5 januari 1868 i London, död där 19 februari 1937, var en brittisk författare. Han var son till Richard Garnett och far till David Garnett.
Edward Garnett uppfostrades i hemmet och levde sedan ett liv bland böcker. Tidvis var han litterär rådgivare hos ledande bokförlag såsom Fisher, Heinemann och Jonathan Cape. Garnett var nära vän till Joseph Conrad och John Galsworthy och utgav de brev han fick från dem. Han skrev prosapoem och skådespel men gjorde sin främsta insats som kritiker. Garnett utgav bland annat Hogarth (1910), Turgeniev (1917), Papa's war and other satires (1919), Friday nights (1922), essäer, och The trial of Jeanne d'Arc and other plays (1931).